# Trollhättan
Trollhättan – miasto w południowo-zachodniej Szwecji, w regionie Västergötland, nad rzeką Göta älv, w pobliżu jeziora Wener. Około 44 498 mieszkańców. Znajdowała się w nim główna fabryka samochodów Saab. W mieście rozwinął się przemysł lotniczy, maszyn budowlanych, chemiczny oraz hutniczy.